# برادرم خسرو
برادرم خسرو فیلمی ایرانی به کارگردانی احسان بیگلری، نویسندگی پریسا هاشم‌پور و بیگلری و تهیه‌کنندگی سعید ملکان محصول سال ۱۳۹۴ است. این فیلم در بخش نگاه نو سی و چهارمین دوره جشنواره فیلم فجر حضور داشت و در جشنواره فیلم یاری سوئد تندیس بهترین فیلم بلند را دریافت کرد. این فیلم در ۲۰ اردیبهشت ۱۳۹۶ اکران عمومی شد.

## داستان فیلم
خسرو نظری، نقش اول این فیلم با بازی شهاب حسینی، به اختلال دوقطبی مبتلاست و با خواهرش زندگی می‌کند، بنا بر شرایطی خواهر او مجبور به مسافرت میشود و خسرو مجبور شده مدتی در منزل برادرش ناصر که دندانپزشک است زندگی کند و در این مدت اتفاقاتی برای او در منزل برادرش رخ می‌دهد.

## بازیگران
| بازیگر         | نقش        |
| -------------- | ---------- |
| شهاب حسینی     | خسرو نظری  |
| هنگامه قاضیانی | میترا      |
| ناصر هاشمی     | ناصر نظری  |
| بیتا فرهی      | ناهید نظری |
| جواد یحیوی     | مرتضی      |
| کامشاد کوشان   | دکتر       |

## آمار فروش
آمار فروش فیلم «برادرم خسرو» پس از ۶ هفته به رقم یک میلیارد و ۵۳۰ میلیون تومان رسید و در هفتهٔ چهارم خرداد ۱۳۹۶، دومین فیلم پرفروش هفته را به نام خود ثبت کرد. در جدول فروش فیلم‌های هفتهٔ اول تیرماه ۱۳۹۶، برادرم خسرو با ۱ میلیارد و ۷۳۰ میلیون تومان فروش رتبهٔ دوم را از آن خود کرد.